# 慕尼黑号小巡洋舰
慕尼黑号是德意志帝国所建造的七艘不来梅级小巡洋舰的五号舰，以巴伐利亚首府慕尼黑命名。它由不来梅的威悉船厂承建，于1903年开始龙骨架设、1904年4月下水、至1905年1月投入舰队使用。其主舰炮包括有十门105毫米40倍径速射炮和两具450毫米鱼雷发射管，最高速度可达23.3节。
慕尼黑号于职业生涯的大部分时间里都跟随公海舰队服役，并在第一次世界大战期间参与了广泛的行动，其中包括1916年5月31日至6月1日爆发的斯卡格拉克海战。在那里，它曾两次与英国的轻巡洋舰交火，并都不同程度的受损；而在后一次交战中，它则对击退南安普敦号作出了贡献。1916年10月9日，慕尼黑号遭英国潜艇E38号发射的鱼雷命中，随后退出现役。它在战争的最后一年是以宿营船的身份度过，并于1920年作为战利舰割让予英国，直至拆解报废。

## 建造

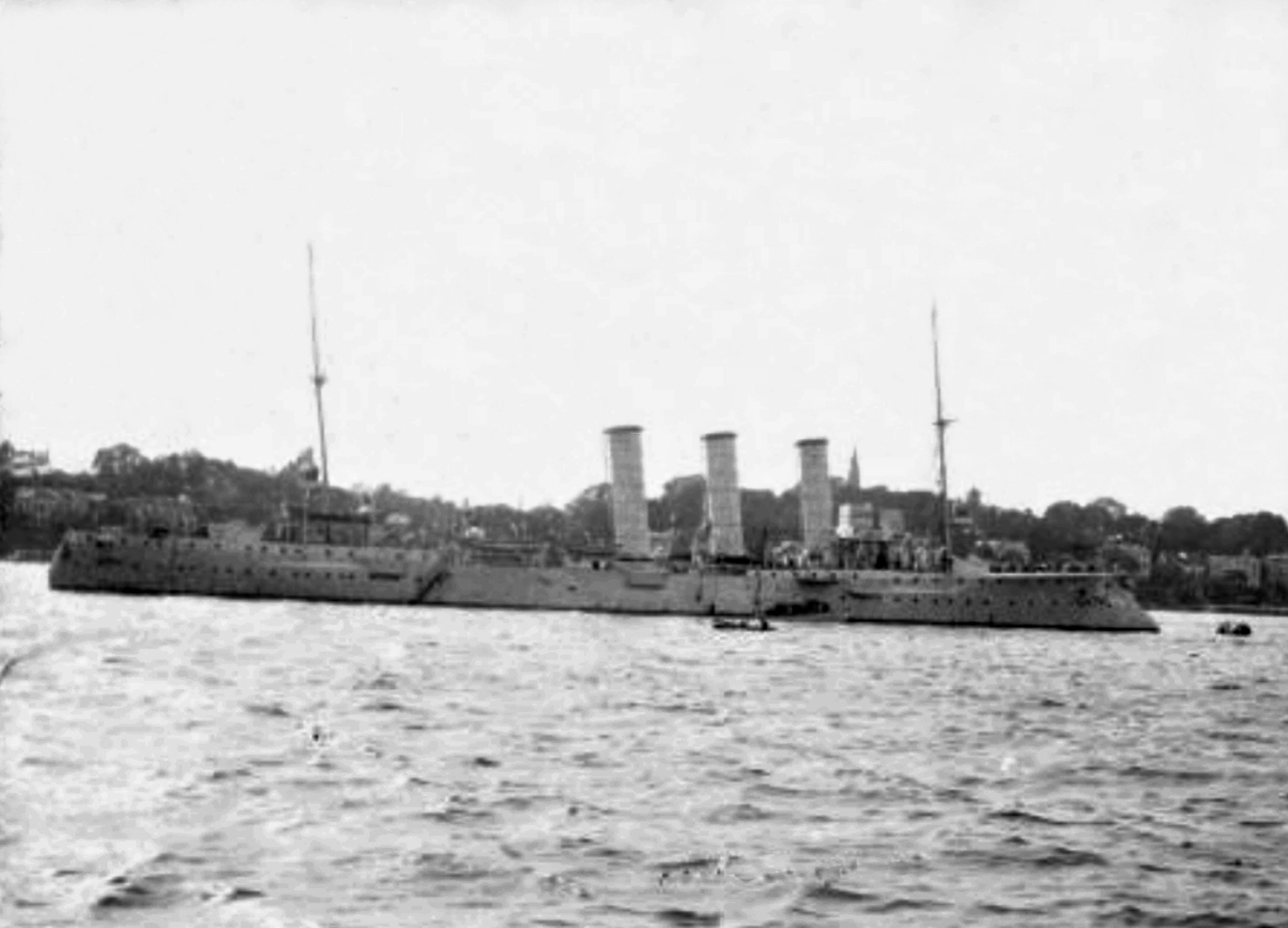
慕尼黑号于1905年

慕尼黑号是根据合同代号“M”作为新增编入舰队的单位订购，并于1903年在不来梅的威悉船厂开始架设龙骨。它于1904年4月30日下水，之后展开舾装工作。在下水仪式上，由巴伐利亚的路德维希亲王在慕尼黑第一市长威廉·格奥尔格·博尔施特的陪同下，主持为舰只命名。1905年1月10日，舰只正式投入活动战列舰队（Aktive Schlachtflotte，即公海舰队前身）使用。
慕尼黑号的全长为111.10（364英尺6英寸），有13.3（43英尺8英寸）的舷宽和5.47（17英尺11英寸）的前吃水。在满载情况下，舰只的排水量可达3,780公噸（3,720長噸）。其推进系统由两台三胀式蒸汽机组成，它们的额定功率为12,205匹軸馬力（9,101千瓦特），在试航中的最高速度可达23.3節（43.2每小時）。发动机由十台燃煤船用式水管锅炉提供动力。慕尼黑号可携带860公噸（850長噸）煤，故此得以12節（22每小時）的速度续航4,690海里（8,690）。舰只的标准船员编制则为14名军官及274－287名水兵。
慕尼黑号的武器由十门单装105毫米40倍径速射炮组成。其中两门并排布置在艏艛前方，六门设于舰舯、每边各三门，以及两门并排布置在舰艉。这些炮支的射程为12,200（13,300碼）。它们共提供1500发弹药，其中每炮150发。舰只还配备有两具450（17.7英寸）的鱼雷管及五枚鱼雷，均浸没舷侧的船体内。此外，它还可满足携带50枚水雷的需求。舰只受到厚达80（3.1英寸）的装甲甲板保护，司令塔的侧面有100（3.9英寸）厚、炮支的炮挡厚度也有50（2.0英寸）。

## 服役历史
在完成海上试航后，慕尼黑号取代小巡洋舰宁芙号成为为鱼雷测试舰并进行无线电报实验。从1906年12月9日至1907年6月21日，它在威廉港的帝国船厂完成了大修。之后，德皇威廉二世在潜艇U1号进行展示期间居住于慕尼黑号。从1908年8月至9月，慕尼黑号被编入由预备役舰只组成的第三侦察集群，以参加秋季舰队演习。随着第一次世界大战爆发，舰只于1914年8月25日被分配至第四侦察集群。它与姊妹舰但泽号最初驻泊在布伦斯比特尔，但三天后便经由威廉皇帝运河驶至基尔。当天上午，英国人袭击了黑尔戈兰湾的德国巡逻队。在接下来的黑尔戈兰湾海战中，慕尼黑号和但泽号被召回，并受命前往易北河口等待进一步指示。中午12:25，两艘巡洋舰奉命进入湾区以支援斯特拉斯堡号；但至14:06，慕尼黑号又奉命转向黑尔戈兰岛东北部进行侦察。此后，慕尼黑号被转移至波罗的海，并在哥得兰岛附近实施过数次袭击。1916年1月31日，慕尼黑号与汉萨轮船有限公司（Hanseatischen Dampfschiffahrts GmbH）的货轮莫斯科号发生碰撞，并导致后者沉没。1916年3月10日，慕尼黑受命返回北海担任前哨值勤。

### 斯卡格拉克海战

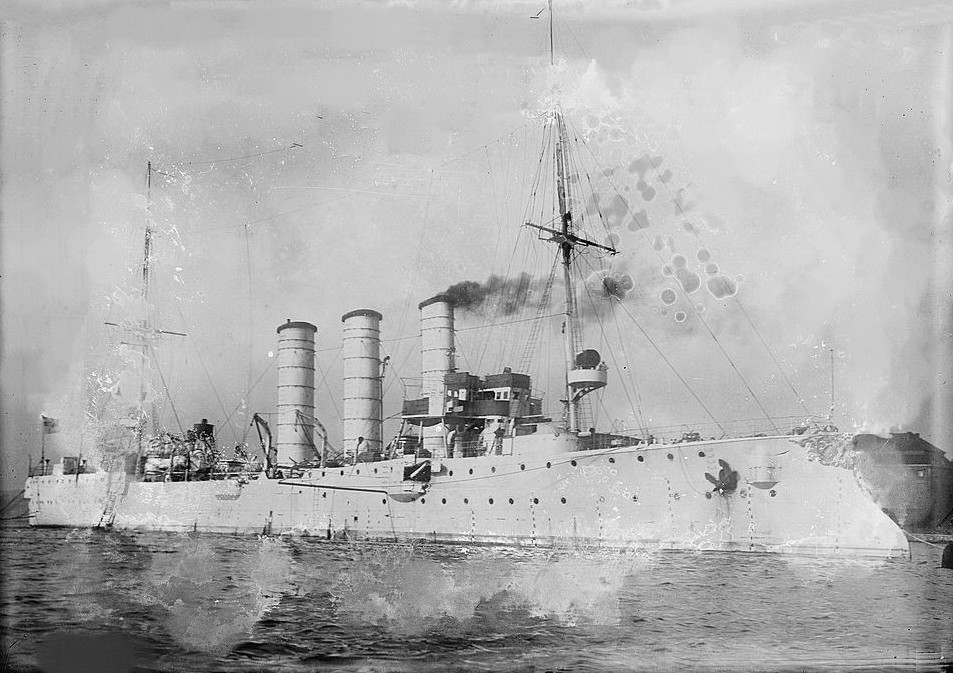
战前的慕尼黑号

在1916年5月31日至6月1日爆发的斯卡格拉克海战期间，慕尼黑号被编入第四侦察集群，受海军准将路德维希·冯·罗伊特指挥。它们于5月31日03:30随同舰队余部离开威廉港。为了落实屏护舰队的任务，慕尼黑号与鱼雷艇S54号被安置在编队的右侧，与第三战列分舰队并排。
接下来的战斗于21:00过后不久展开，当时慕尼黑号及第四侦察集群余部遭遇了英国的第3轻巡洋分舰队。罗伊特的舰群正引领公海舰队向南行驶，以远离已完成部署的大舰队。由于射程远、能见度差，仅慕尼黑号和斯德丁号能够与英方巡洋舰交火；慕尼黑号在停火前共发射了63发炮弹，但没有取得任何命中。然而，它自身却遭到两次打击；第一次造成的伤害极小，第二次则命中了其第三座烟囱。由此造成的爆炸损坏了舰只的四台锅炉，使它无法以全速行驶。为了吸引英国人靠近德国的主力舰，罗伊特将他的舰群转向右舵，但第3轻巡洋分舰队没有上钩，继而脱离。
在激烈的夜战期间，当公海舰队强行穿过英军后方时，第四侦察集群于黑暗中近距离遭遇了英国第2轻巡洋分舰队。当两支部队相互接近时，德国人照亮了南安普敦号和都柏林号，并将火力击中在这两艘舰上。这两艘舰随即遭到重创并起火燃烧，被迫撤退；而德国人也后退，试图让英舰更接近战列巡洋舰毛奇号和塞德利茨号。在混战中，小巡洋舰女性之赞号遭南安普敦号发射的鱼雷击中并沉没；而慕尼黑号则与正在下沉的女性之赞号几乎相撞。它设法避开沉船，然后向南安普敦号发射了一枚鱼雷，却射失。慕尼黑号于此次交战期间再遭到三次打击：其中两次在水中爆炸，仅造成轻微的碎片伤害；而第三枚炮弹则射穿第二座烟囱并在烟囱另一侧的支架上爆炸，弹壳碎片击倒了右舷的测距机。飘忽不定的移动还导致舵机的轮轴弯曲，迫使其船员需要在舵机舱掌舵长达两个半小时。
在01:20，慕尼黑号和斯德丁号曾短暂向己方的鱼雷艇G11号、V1号和V3号开火，然后才辨认出它们的身份。6月1日凌晨约05:06左右，第二战列分舰队的前无畏舰向它们认为是英国潜艇的舰只开火；猛烈的射击甚至威胁到了慕尼黑号和斯德丁号，因为它们正行驶在德国阵型的侧翼。公海舰队总司令、海军中将赖因哈德·舍尔被迫下达了“停火”的将军令。至11:40，慕尼黑号在黑尔戈兰岛附近发现了一艘假想的潜艇，进而朝空旷的海面开火。在整个海战过程中，慕尼黑号总共遭到五枚中等口径的炮弹命中，造成8名船员阵亡和20人受伤。它自身则射出161枚炮弹。

### 后续行动
1916年10月18日至19日，舍尔试图复制原先的斯卡格拉克计划，要求对桑德兰实施炮击。然而在行进途中，慕尼黑号于多格滩外围遭英国潜艇E38号潜艇发射的鱼雷命中。舍尔误信英国人知道了他的位置，于是取消行动并返回港口。慕尼黑号受到约500公噸（490長噸）海水倒灌，咸水涌入锅炉，污染了用于产生蒸汽的淡水。舰只只能被拖曳前行，首先是鱼雷艇V73号，然后是其姊妹舰柏林号。至第二天，慕尼黑号的发动机得以重新运转，它自行驶回亚德湾，然后进入威廉港的帝国船厂。由于受损严重及年龄问题，慕尼黑号没有得到修复，并于同年11月退役。此后，它于1918年被委任作巡逻舰船员的宿营船。至1918年11月5日，慕尼黑号正式从海军名录中除籍，并于1920年7月6日根据《凡尔赛条约》的条款，作为战利舰而以代号“Q”被割让予英国；继而拆解报废。